# Zambrzyce-Króle
Zambrzyce-Króle – wieś w Polsce położona w województwie podlaskim, w powiecie zambrowskim, w gminie Rutki.
W latach 1921–1939 wieś leżała w województwie białostockim, w powiecie łomżyńskim, w gminie Chlebiotki.
W latach 1975–1998 miejscowość administracyjnie należała do województwa łomżyńskiego.
Wierni kościoła rzymskokatolickiego należą do parafii św. Anny w Rutkach-Kossakach.